# 恩尼斯 (蒙大拿州)
恩尼斯（英語：Ennis）是美国西北部蒙大拿州的一座城镇。根据2020年美國人口普查，该城镇的人口为917人，在蒙大拿州排行第63。使用北美山区时区（UTC-7，夏季为UTC-6）作为标准时间。